# Aérodrome de Nîmes-Courbessac
Ne doit pas être confondu avec Aéroport de Nîmes - Garons.
L'aérodrome de Nîmes Courbessac (code OACI : LFME) se situe en Languedoc-Roussillon, dans le département du Gard et sur la commune de Nîmes, à la sortie nord-est de la ville.

## Histoire
C'est le 19 septembre 1919 que l’état-major des Armées cède le terrain pour l'ouvrir à la navigation aérienne. Courbessac devient alors un centre d’animation postal, une aérogare est construite et une ligne aérienne Nîmes - Nice est lancée  par la Compagnie aérienne française (fondée en avril 1919, par Henri-Fernand-Marie Balleguier qui réalise du travail aérien, des vols à la demande et qui dispose de 19 avions DORAND AR1 dont six basés à Courbessac.
Depuis le 1er juillet 2019, l'aérodrome appartient à la commune de Nîmes.
L’aérodrome compte environ 15 000 mouvements par an.
Le 1er mars 2023, la ville de Nîmes confie par Délégation de Service Public (DSP) pour l’aménagement, la gestion et l’exploitation de l’aérodrome de Courbessac à SPL AGATE (gestion de services publics nîmois et de Nîmes Métropole).

## Situation
L'aérodrome est situé à 5 km au nord-est de Nîmes, dans le quartier de Courbessac. La piste principale est en terre et orientée 18/36. Le décollage se fait généralement en 36 face aux collines, et l'approche se fait en 36 dégagée.

## Agrément
L'aérodrome de Nîmes Courbessac fait partie de la liste n° 1 (aérodromes ouverts à la circulation aérienne publique) des aérodromes autorisés au 31 janvier 2010 (décret : NOR :DEVA1012766K ).

## Utilisation
L'aérodrome est utilisé par les aéroclubs (parachutisme, ULM, vol de loisirs et d'aviation légère, école de pilotage) mais aussi la maintenance aéronautique.

Le circuit du Grand Prix de Nîmes 1947.

L'aérodrome a été le théâtre du Grand Prix automobile de Nîmes 1947 en étant spécialement aménagé pour l'occasion. L'intégration de routes voisines et de la route nationale 87 aboutit à un tracé long de 5,216 km. Malgré une belle course ayant attirée plus de 50 000 spectateurs, le Grand Prix de Nîmes disparaît.
En 1970, l'utilisation militaire était principalement de petits avions à hélices (Broussard) pour la formation et l'entrainement de parachutistes de l'armée de l'air.

## Infrastructures
L'aménagement,  la gestion et l'exploitation de l'aérodrome sont délégués à la SPL AGATE.
Carburant 100LL disponible , station d'avitaillement gérée par l'aéroclub du Gard.

## Rattachements
Nîmes Courbessac est un petit aérodrome ne disposant pas de services de la DGAC. Pour l'information aéronautique, la préparation des vols et le dépôt des plans de vol, il est rattaché au BRIA (Bureau régional d'information aéronautique) de l'aéroport de Marseille Provence. Le suivi des vols sous plan de vol et le service d'alerte sont assurés par le BTIV (Bureau de télécommunications et d'information de vol) du Centre en route de la navigation aérienne Sud-Est situé à Aix-en-Provence.

## Aéroclubs
L'aérodrome comporte deux aéroclubs, l'Aéroclub du Gard ainsi que l'Aéroclub de Nîmes-Courbessac. Il comporte également un paraclub pour les parachutistes ainsi qu'un club d'aéromodélisme Association Gardoise d'Aéromodélisme. 